# Montreux Open 2024 - Doppio
Il doppio femminile del torneo di tennis professionistico Montreux Open 2024, facente parte della categoria WTA 125 nell'ambito del WTA 125 2024, si gioca dal 2 all'8 settembre 2024 a Montreux, in Svizzera.
In finale Quinn Gleason e Ingrid Martins hanno sconfitto María Carlé e Simona Waltert con il punteggio di 6-3, 4-6, [10-7].
Amina Anšba e Lexie Stevens erano le campionesse in carica della scorsa edizione facente parte dell'ITF Women's World Tennis Tour, ma Stevens ha scelto di non partecipare a questa edizione del torneo. Anšba ha fatto coppia con Conny Perrin, ma sono state sconfitte nei quarti di finale da María Carlé e Simona Waltert.

## Teste di serie
1. Camilla Rosatello /  Kimberley Zimmermann (quarti di finale)

1. Quinn Gleason /  Ingrid Martins (Campionesse)

## Wildcard
1. Céline Naef /  Jil Teichmann (quarti di finale)

## Tabellone

### Legenda
| - Q = Qualificato - WC = Wild card - LL = Lucky loser | - ALT = Alternate - SE = Special Exempt - PR = Protected Ranking | - w/o = Walkover - r = Ritirato - d = Squalificato |

|  | Quarti di finale | Quarti di finale         | Quarti di finale         | Quarti di finale | Quarti di finale |  |  | Semifinali | Semifinali          | Semifinali          | Semifinali                   | Semifinali |   |      | Finale | Finale                     | Finale | Finale | Finale |  |
|  |                  |                          |                          |                  |                  |  |  |            |                     |                     |                              |            |   |      |        |                            |        |        |        |  |
|  | 1                | C Rosatello K Zimmermann | C Rosatello K Zimmermann | 3                | 2                |  |  |            |                     |                     |                              |            |   |      |        |                            |        |        |        |  |
|  |                  | E Lechemia C Monnet      | E Lechemia C Monnet      | 6                | 6                |  |  |            | E Lechemia C Monnet | E Lechemia C Monnet | 1                            | 5          |   |      |        |                            |        |        |        |  |
|  |                  | M Carlé S Waltert        | M Carlé S Waltert        | 6                | 6                |  |  |            | M Carlé S Waltert   | M Carlé S Waltert   | 6                            | 7          |   |      |        |                            |        |        |        |  |
|  |                  | A Anšba C Perrin         | A Anšba C Perrin         | 3                | 1                |  |  |            |                     |                     |                              |            |   |      |        | María Carlé Simona Waltert | 3      | 6      | [7]    |  |
|  | WC               | C Naef J Teichmann       | C Naef J Teichmann       | 3                | 4                |  |  |            |                     | 2                   | Quinn Gleason Ingrid Martins | 6          | 4 | [10] |        |                            |        |        |        |  |
|  |                  | E Seidel T Würth         | E Seidel T Würth         | 6                | 6                |  |  |            | E Seidel T Würth    | E Seidel T Würth    | 5                            | 2          |   |      |        |                            |        |        |        |  |
|  |                  | J Malečková M Škoch      | 61                       | 7                | [6]              |  |  | 2          | Q Gleason I Martins | Q Gleason I Martins | 7                            | 6          |   |      |        |                            |        |        |        |  |
|  | 2                | Q Gleason I Martins      | 7                        | 69               | [10]             |  |  |            |                     |                     |                              |            |   |      |        |                            |        |        |        |  |